# Dinosaur Jr.
Dinosaur Jr. es una banda estadounidense del rock alternativo, fundada por J Mascis (guitarra, voz, compositor principal), Lou Barlow (bajo, voz) y Murph (batería). Después de tres álbumes en sellos independientes, el trío se ganó una reputación como influenciales en el desarrollo del indie norteamericano, junto a Pixies y Sonic Youth, ayudando a la explosión del rock alternativo en los años 1990. 
La tensión creativa llevó a Mascis a despedir a Barlow, quien más tarde formó Sebadoh y Folk Implosion. Su reemplazo, Mike Johnson, participó en tres álbumes con grandes sellos. Murph finalmente renunció, con Mascis asumiendo las tareas de batería en los álbumes de la banda antes de que el grupo se disolviera en 1997. La formación original se reformó en 2005, lanzando cuatro álbumes a partir de entonces.
La voz arrastrada de Mascis y el sonido distintivo de la guitarra, que se remontan al rock clásico de los 1960 y 70 caracterizan al grupo, junto a un amplio uso de feedback y distorsión.

## Historia
Surgen a mediados de los 80 en la localidad de Amherst, Massachusetts, cuando Joseph Donald Mascis Jr. (nacido el 10 de diciembre de 1965) y Lou Barlow (nacido el 17 de julio de 1966) deciden formar un nuevo grupo de rock al desaparecer el grupo Deep Wound, un combo de hardcore en el cual Mascis tocaba la batería y Barlow el bajo. La nueva banda se llamaría en principio Dinosaur, y Mascis, como cantante, pasaría también a la guitarra al entrar en la formación Murph, antiguo componente de All White Jury que se haría cargo de las baquetas.
El terceto comienza a abrirse paso con una intensa mezcla de sus ascendencias. Todos son seguidores del hardcore de Black Flag, de Hüsker Dü, de Meat Puppets, del folk-rock de los 1960, del punk de Sham 69, del noise-rock de Sonic Youth o de los sonidos más quebradizos y crujientes de Neil Young, uno de los grandes inspiradores de Mascis y de la banda.
Su debut, en el sello Homestad, es Dinosaur (1985), con temas que van definiendo su discos más importantes como “Repulsion”, un corte lleno de melodías quebradizas, distorsión, guitarras arañantes y estilo vocal lastimero con gran influencia de Neil Young cuyas trazas apuntan a las claras su importancia en el rock alternativo y concretamente en el noise-pop. En este período tendrían que cambiar de nombre cuando un homónimo grupo de psicodelia les amenazó con denunciarlos ante los tribunales. Así, la banda agregó «Jr.» al nombre. Después de este trabajo Dinosaur Jr. ficharon por el seminal SST Records y grabarían You’re Living All Over Mme (1987), álbum que contenía piezas como “In a Jar” o “Little Fury Things”, y que contenía la aparición como vocalista de Lee Ranaldo, el miembro de Sonic Youth.
Bug (1988) confirmó la calidad de su escritura gracias a temas como “Freak Scene”, uno de los momentos más felices de su trayectoria. Otros cortes importantes del disco son “Budge”, “No Bones” o “Let It Ride”. El grupo sufriría fricciones personales entre Mascis y Barlow, quienes hacía tiempo que no se dirigían la palabra. Lou abandonó la banda tras Bug para formar Sebadoh. Mientras tanto los demás graban una potente versión del clásico de The Cure, “Just Like Heaven”. En un período de inestabilidad Mascis decidió dejar al grupo en espera mientras se ocupaba de diversos proyectos, fuesen cinematográficos o musicales, como participar con grupos como Velvet Monkeys o Gobblehoof. También SST edita un recopilatorio titulado Fossils (1991). En el cine colabora con Allison Anders en la película Área de servicio (1992).
Con el reclutamiento de Mike Johnson al bajo, J Mascis retornó con Dinosaur Jr. en Green Mind (1991), disco editado en Blanco y Negro, sello subsidiario de la Warner Bros., en donde también se lanza la compilación Whatever’s Cool with Me (1991), en donde aparecía el sencillo del mismo nombre. El sonido resultaba cada vez más pulido, aunque manteniendo esas pautas de mixturas distorsión, melodía y tonos agridulces, y las composiciones siguen siendo de buen nivel, como “The Wagon” o “Thumb”. Where You Been (1993) fue el segundo disco de esta segunda etapa de Dinosaur Jr. “Not You Again”, “Start Choppin”, “Get Me” o “Out There” son algunos de los temas que componen este álbum.
Tras el directo Jayloumurph (1993), que recuperaba grabaciones en vivo de la anterior etapa con Barlow, Dinosaur Jr. publicó Without a Sound (1994), álbum con piezas como “Feel the Pain”, “Mind Glow”, “Outta Hand” o “I Don’t Think So”. Más tarde se lanzó el recopilatorio de caras B Quest (1995).
Después de Without a Sound Mascis colaboraría de nuevo con Allison Anders en la película De éxito en éxito (1996), ambientada en la escena musical de los años 1960 para la cual Mascis grabó varias canciones, entre ellas “Take a Round in the Sun”. También en 1996 Mascis debutaría en solitario con Martin + Me (1996), en donde hace versiones de The Smiths, Lynyrd Skynyrd, Carly Simon o The Wipers. Hand It Over (1997) fue el último disco de Dinosaur Jr., con “I Don’t Think”, “Nothing’s Going On” o “I’m Insane”. Después de esta ruptura Mascis prosiguió, ahora compañado por The Fog, grabando discos como More Light (2000) o Free So Free (2002). 
También giró con Mike Watt, quien colaboró con Mark Lanegan y dio inicio a una carrera como solista, y con Ron Asheton, el miembro de The Stooges. Por su parte, Murph llegó a tocar con The Lemonheads y Mike Johnson colaboró con Lanegan y prosiguió una carrera como solista que se había iniciado en 1994 con Where Am I?, disco en donde hacía versiones de Lee Hazlewood, Gene Clark y Townes Van Zandt. El legado de Dinosaur Jr. se ensancharía con el The BBC Sessions (2000) o la compilación de éxitos Ear Bleeding Country: The Best (2001).
En el año 2005 el trío original, Mascis, Barlow y Murph, se volvió a unir para girar en vivo por los Estados Unidos, Japón y Europa, tocando en el Festival de Benicassim junto a The Cure, Oasis, Yo La Tengo, Nick Cave o The Posies. Dos años más tarde aparecería un nuevo disco, Beyond (2007), luego de este, vendrían Farm (2009) y I Bet On Sky (2012). 
Dinosaur Jr. realizó una gira por México en febrero de 2015. Su undécimo álbum Give a Glimpse of What Yer Not fue lanzado por Jagjaguwar el 5 de agosto de 2016. Tuvo buenas críticas, y fue ubicado en el puesto 17 dentro de los "50 mejores álbumes de 2016", por la revista Mojo.
En febrero de 2021 anuncian su duodécimo álbum, Sweep It Into Space, que se estrenará el próximo 23 de abril. Para presentarlo, publicaron un primer adelanto titulado "I Ran Away" en el que colaboran con Kurt Vile.

## Discografía
Álbumes de estudio
- Dinosaur (1985)
- You're Living All Over Me (1987)
- Bug (1988)
- Green Mind (1991)
- Where You Been (1993)
- Without a Sound (1994)
- Hand It Over (1997)
- Beyond (2007)
- Farm (2009)
- I Bet on Sky (2012)
- Give a Glimpse of What Yer Not (2016)
- Sweep It Into Space (2021)

## Miembros
| Miembros actuales - J Mascis – voces, guitarras, teclados (1984–1997, 2005–presente); batería (1991, 1994–1997, solo en estudio) - Lou Barlow – bajo, coros, voces ocasionales (1984–1989, 2005–presente) - Murph – batería, percusión (1984–1994, 2005–presente) | Miembros pasados y temporales - Charlie Nakajima – voces(1984) - Don Fleming – guitarras, bajo, coros (1990) - Donna Dresch – bajo (1990; solo en vivo) - Van Conner – bajo, coros (1990–1991; solo en vivo) - Mike Johnson – bajo, piano, guitarras, coros (1991–1997) - Jay Spiegel – batería, percusión (1990) - George Berz – batería, percusión (1993–1997; solo en vivo) |